# Schlegelalm
Die Schlegelalm ist eine Alm im Lattengebirge auf dem Gebiet der Gemarkung Forst Sankt Zeno der Stadt Bad Reichenhall. Die Schlegelalm gliedert sich in Untere und Obere Schlegelalm.
Der Kaser der Unteren Schlegelalm steht unter Denkmalschutz und ist unter der Nummer D-1-72-114-330 in die Bayerische Denkmalliste eingetragen.

## Baubeschreibung
Beim Kaser der Unteren Schlegelalm handelt es sich um einen erdgeschossigen überkämmten Blockbau auf einem Bruchsteinsockel mit Flachsatteldach und Scharschindeldeckung. Im Kern stammt das Gebäude vermutlich aus dem 19. Jahrhundert.

## Sonstiges
Die Schlegelalm ist nicht zu verwechseln mit der bewirteten Almhütte in der Schlegelmulde, die sich unweit des Gipfels des Predigtstuhles befindet und als Ausflugslokal für die Fahrgäste der Predigtstuhlbahn dient.

## Lage
Der Kaser der Unteren Schlegelalm befindet sich in unmittelbarer Nähe der Talstation des Sesselliftes der Waldabfahrt des ehemaligen Skigebietes auf dem Predigtstuhl auf einer Höhe von 1295 m ü. NN. Die Obere Schlegelalm befindet sich ein Stück weiter östlich auf einer Höhe von 1425 m ü. NN. Wer den anspruchsvollen Waxriessteig zum Gipfel des Predigtstuhls nimmt, kommt auch an der Schlegelalm vorbei. Der Waxriessteig vereinigt sich unweit der Schlegelalm mit der Forststraße, die von Baumgarten entlang des Röthelbachs zur Talstation des Sesselliftes führt.